# Kaplica św. Barbary w Gorzanowie
Kaplica św. Barbary w Gorzanowie – kaplica z XVII w. we wsi Gorzanów, wpisana do rejestru zabytków nieruchomych województwa dolnośląskiego.
Obiekt wybudowany w 1651 przez Johanna Friedricha  von Herbersteina (1626–1701). We wnętrzu znajdują się dwie monolityczne, kamienne płyciny z ośmioma herbami w dwóch rzędach, po cztery każda,  Heinricha Friedricha von Ratschina i jego żony Barbary von Schliewitz.

Pierwsza płycina:
- górny rząd, od lewej herby: Heinricha von Ratschin[3], Barbary von Schellendorf[4], Nostitz, Hochberg,
- dolny rząd, od lewej, von: Saltza, Bischofswerdt, Promnitz, Rosenberg[3]

Druga płycina:
- górny rząd, od lewej herby: Barbary von Schliewitz[3], Sommerfeld, Salisch, Schaffgotsch
- dolny rząd, od lewej, von: Reibnitz, Elbel, Jenkwitz, Hochberg

Płyciny są dekorowane detalem z wczesnego baroku.
Zabytkowa kaplica w parafii jest częścią zespołu przy ul. Kłodzkiej w Gorzanowie, w skład którego wchodzą jeszcze:
- kościół św. Marii Magdaleny w Gorzanowie
- kaplica pw. Pana Jezusa z XVIII w.[7]
- kaplica cmentarna „Memento mori” z XVIII w.
- ogrodzenie z bramami z XVIII w.
- krzyż, przy wejściu na cmentarz kościelny[8][6].

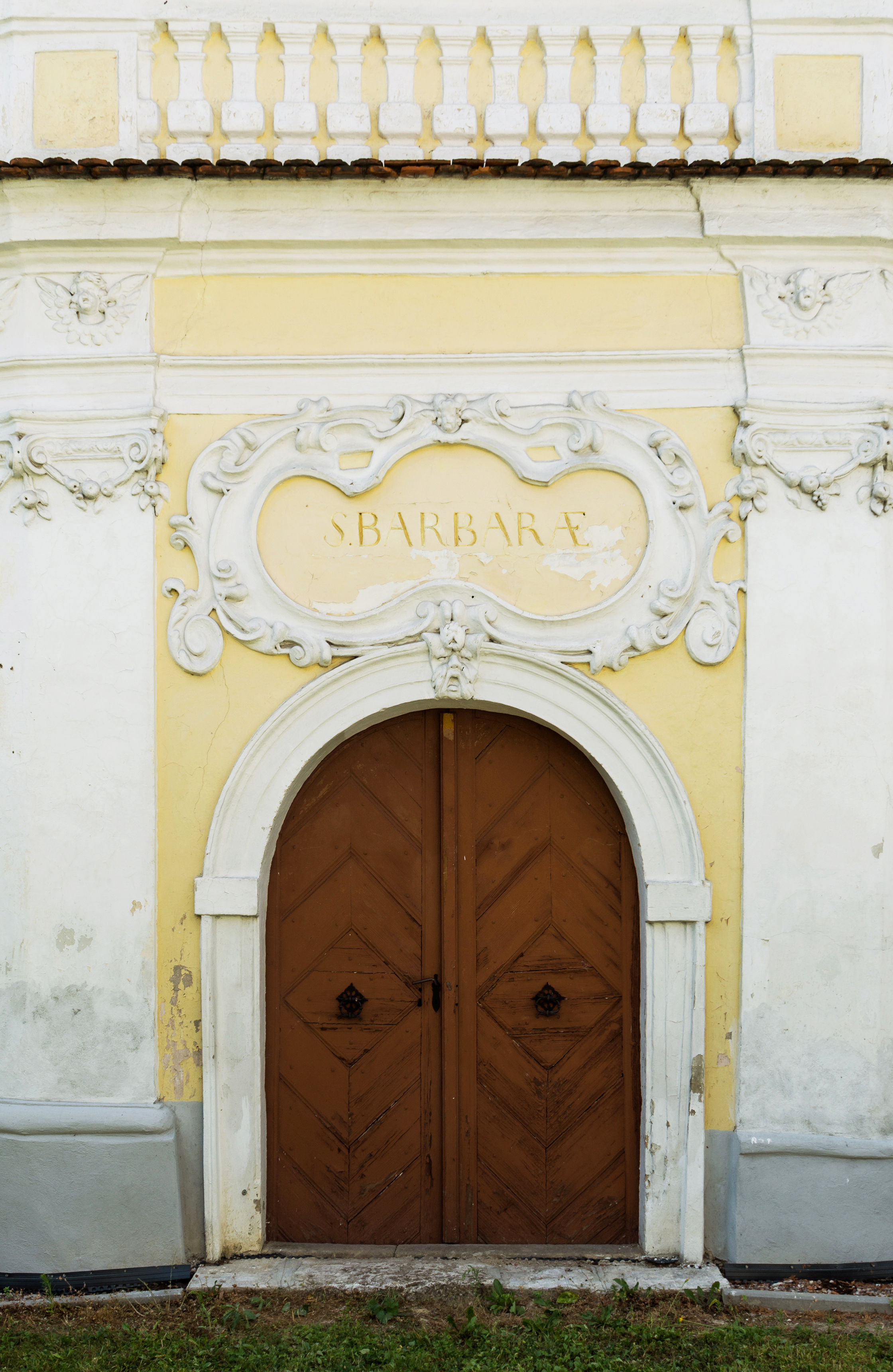
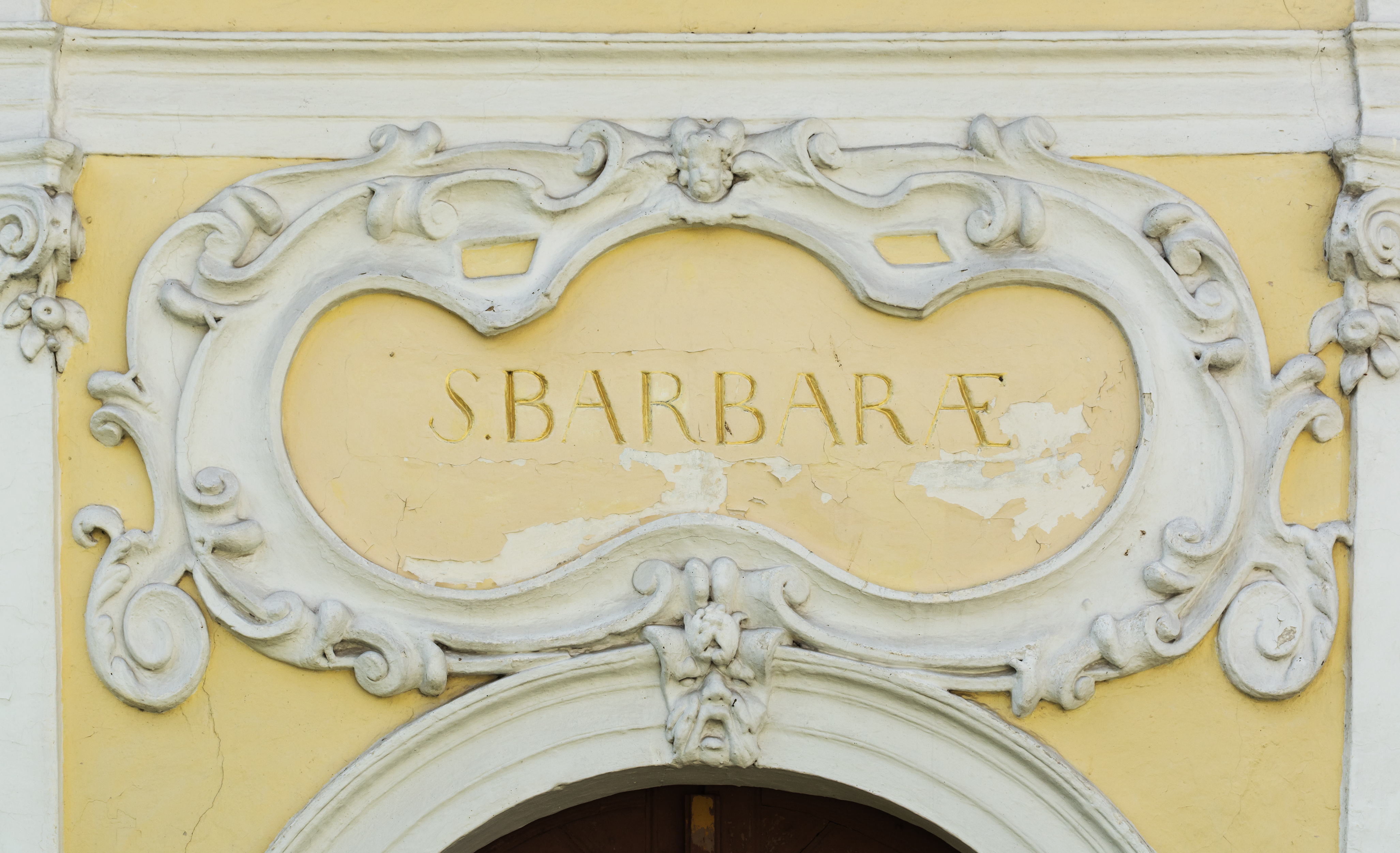